# أزمة الحكومة الإيطالية 2021
كانت أزمة الحكومة الإيطالية 2021 حدثًا سياسيًا في إيطاليا بدأ في شهر يناير من عام 2021 وانتهى في شهر فبراير من العام ذاته. تمثلت الأزمة بمجموعة الأحداث التي أعقبت إعلان ماتيو رينزي، زعيم حزب إيطاليا حية ورئيس الوزراء السابق، إلغاء دعم حزبه لحكومة جوزيبي كونتي. في 18 و19 يناير، امتنع حزب رينزي عن التصويت لمنح الحكومة الثقة، وفازت الحكومة بالأصوات الكافية للحصول على ثقة كل من مجلس النواب ومجلس الشيوخ. مع ذلك، فشلت الحكومة في الحصول على الأغلبية المطلقة من مقاعد مجلس الشيوخ. في 26 يناير، استقال رئيس الوزراء، جوزيبي كونتي، من منصبه، ما دفع الرئيس سريجيو ماتاريلا لإطلاق مشاورات لتشكيل حكومة جديدة.
في 13 فبراير 2021، أدى ماريو دراجي اليمين الدستورية رئيسًا لوزراء إيطاليا.

## خلفية
نتج عن الانتخابات العامة لعام 2018، برلمانًا معلقًا (إذ لم يحقق أي من الحزبين السياسيين الرئيسيين في البلاد أغلبية مطلقة في مقاعد البرلمان). بعد مفاوضات مطولة، شُكل ائتلاف بين حزبين شعبويين، حركة النجوم الخمسة الوسطية والرابطة اليمينية، بقيادة جوزيبي كونتي المستقل والمرتبط بحركة النجوم الخمسة بصفته رئيسًا للوزراء. انتهى هذا التحالف سريعًا باستقالة كونتي من منصبه في 20 أغسطس من عام 2019، بعد سحب حزب رابطة الشمال لاستقلال بادانيا دعمه للحكومة. في شهر سبتمبر من عام 2019، شُكلت حكومة جديدة مكونة من وزراء منتمين لحركة النجوم الخمسة الشعبوية اليمينية وللحزب الديموقراطي وكتلة الحرية والمساواة البرلمانية اليساريين، وبقي جوزيبي كونتي رئيسًا لها. مع ذلك، وبعد أيام قليلة من التصويت على تنصيب رئيس الوزراء الجديد، وتحديدًا في 16 سبتمبر 2019، أعلن رئيس الوزراء السابق ماتيو رينزي في مقابلة صحفية مع صحيفة لا ريبوبليكا الإيطالية اليومية نيته ترك الحزب الديموقراطي، وإطلاق حزب وسطي ليبرالي جديد تحت اسم حزب إيطاليا حية. أكد رينزي خلال المقابلة دعمه لحكومة كونتي. أعلن وزيران اثنان، تيريزا بيلانوفا وإيلينا بونيتي، ووكيل وزارة واحد، إيفان سكالفاروتو، استقالتهم من أحزباهم والالتحاق بحزب رينزي الجديد.

## الازمة السياسية

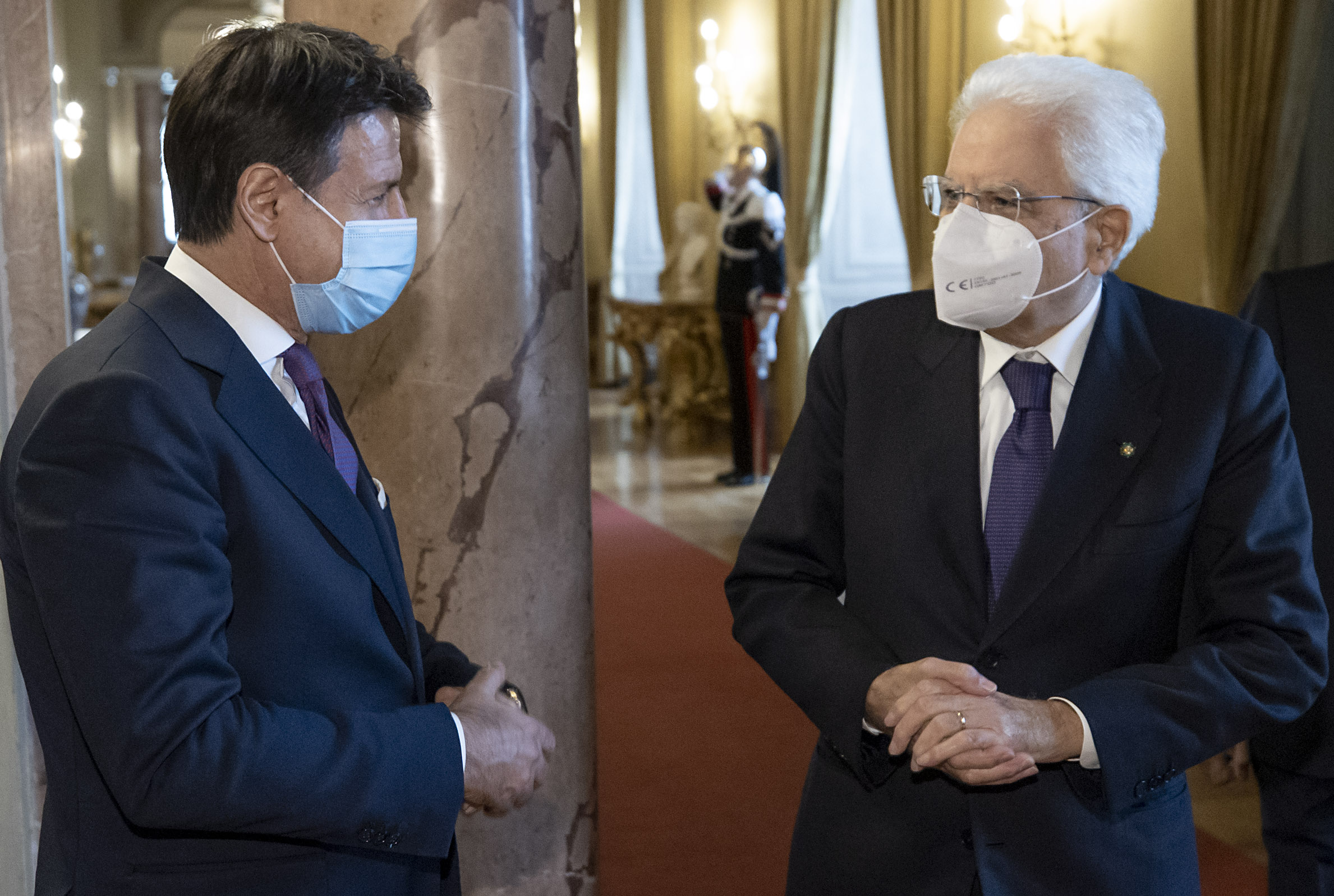
جوزيبي كونتي وسيرجيو ماتاريلا في قصر كيرينالي.

بين شهري ديسمبر 2020، ويناير 2021، نشأت مناقشات داخل الائتلاف الحكومي بين رئيس الحكومة جوزيبي كونتي ورئيس الوزراء السابق وزعيم حركة إيطاليا حية، ماثيو رينزي. دعا رينزي إلى اعتماد تغييرات جذرية في خطط الحكومة بهدف النهوض بالاقتصاد الإيطالي بعد أزمة جائحة فيروس كورونا (كوفيد – 19)، طالب رينزي كونتي أيضًا بالتنازل عن تفويضه فيما يتعلق بمهمة تنسيق الخدمات السرية. خلال مؤتمره الصحفي الخاص بنهاية العام، رفض كونتي طلبات رينزي، مؤكدًا أنه لايزال يتمتع بغالبية المقاعد في البرلمان.
في 13 يناير، وخلال مؤتمر صحفي، أعلن رينزي استقالة وزيري إيطالية حية من الحكومة، ما تسبب بانهيار حكومة كونتي. صرح رينزي: «لن نسمح بأن يمتلك أي شخص صلاحيات كاملة، لم نطلق هذه الحكومة لنعطي هذه الصلاحيات لسالفيني. علينا مواجهة حالة طوارئ مأساوية، ولا يمكن أن تكون هذه الحالة السبب الوحيد لإبقاء الحكومة على قيد الحياة. تعني الاستجابة للوباء الرغبة والحاجة إلى فتح مواقع البناء والعمل على السياسات الصناعية. ثمة سبب لكون إيطاليا تشهد أكبر عدد من الوفيات على مستوى العالم، ولكون ناتجها المحلي الإجمالي ينهار تدريجيًا».

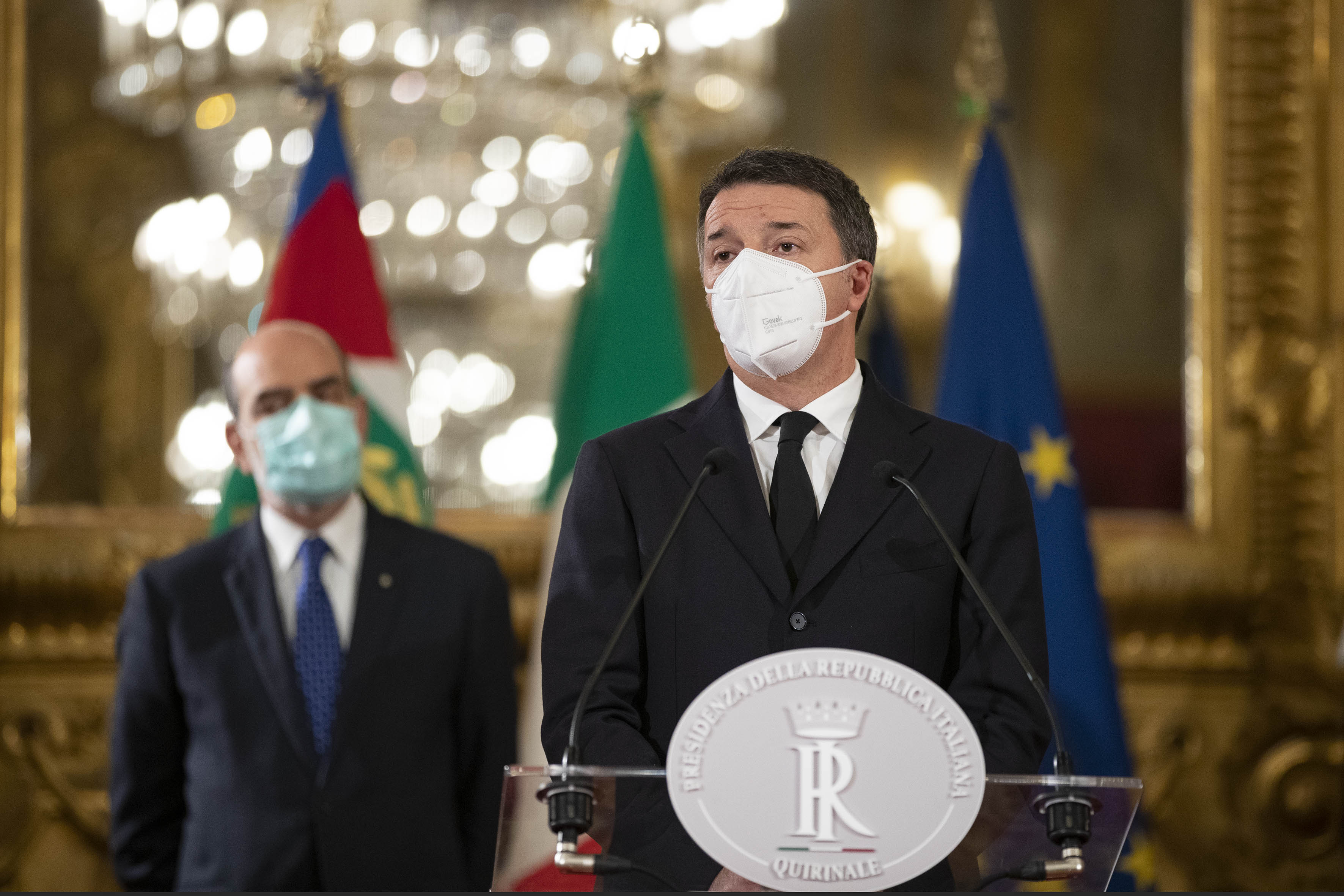
ماتيو رينزي في قصر كيرينالي لإجراء محادثات.

خلال اجتماع لمجلس الوزراء الإيطالي أقيم في وقت متأخر من الليل، انتقد كونتي رينزي بشدة، مؤكدًا على أن «حزب إيطاليا حية يتحمل جزءًا كبيرًا من مسؤولية بدء أزمة حكومية. إنني أشعر بالأسف الشديد للضرر الكبير الذي يلحق ببلدنا بسبب أزمة حكومية نشأت في خضم الجائحة. لا يمكن الاستخفاف بخطورة اتخاذ حزب سياسي ما قرارًا يجبر فيه وزراءه على الاستقالة». سرعان ما حظي رئيس الوزراء بدعم من أمين عام الحزب الديموقراطي، نيكولا زينغاريتي، الذي وصف ما حدث بأنه «خطأ جسيم ضد إيطاليا»، و«عمل ضد بلدنا»، بينما صرح وزير الثقافة، داريو فرانشيسكيني، رئيس الوفد الديموقراطي إلى الحكومة: «كل من يهاجم رئيس الوزراء يهاجم الحكومة بأكملها، وجوزيبي كونتي يعمل لخدمة البلاد بشغف وتفانٍ في أصعب لحظة من تاريخنا الجمهوري». وصف وزير الشؤون الخارجية والزعيم السابق لحركة النجوم الخمسة، لويجي دي مايو، قرار رينزي بأنه خطوة طائشة، وأكد أن رئيس الوزراء الإيطالي كونتي والرئيس سيرجيو ماتاريلا هما الركيزتان الوحيدتان لإيطاليا في زمن الريبة. في حين قال وزير الصحة والزعيم الفعلي لمنظمة الحرية والمساواة، روبرتو سبيرانزا، أن كونتي «خدم البلاد بشرف وانضباط»، مضيفًا أنه لا يزال يحظى بدعم منظمة الحرية والمساواة. علاوة على ذلك، أعرب العديد من الأعضاء البارزين في مجلس الوزراء، مثل ستيفانو باتوانيلي وألفرنسو بونافيد وفينشنزو سبادافورا وريكاردو فراكارو عن دعمهم لكونتي، فيما طالب قادة المعارضة، ماتيو سالفيني وجورجيا ميلوني، بإجراء انتخابات مبكرة.
في 15 يناير، أعلن كونتي نيته تقديم تقرير عن أزمة الحكومة في البرلمان في الأسبوع التالي. سعى كونتي أيضًا إلى إجراء تصويت منح الثقة للتأكيد على دعم البرلمان الإيطالي لحكومة بلاده.

### تصويت منح الثقة لحكومة كونتي
في 18 يناير 2021، حصلت الحكومة على ثقة المجلس النواب بأغلبية 321 صوت مقابل 259 صوت وامتناع 27 عضوًا عن التصويت، وفي اليوم التالي، حصلت الحكومة على ثقة مجلس الشيوخ بأغلبية 156 صوت مقابل 140 صوت وامتناع 16 عضوًا عن التصويت. مع ذلك، لم يتمكن مجلس الوزراء من الحصول على ثقة الأغلبية المطلقة في مجلس النواب.
في البرلمان، امتنعت التكتلات التابعة لحزب إيطاليا حية عن التصويت، وحصلت الحكومة على دعم عدد قليل من النواب غير المنتمين للأغلبية، ثلاثة منهم ينتمون لحزب فورزا إيطاليا، ونائب واحد عن حزب مور يوروب ونواب آخرون من كتلة المجموعة المختلطة البرلمانية.

### استقالة كونتي والمشاورات

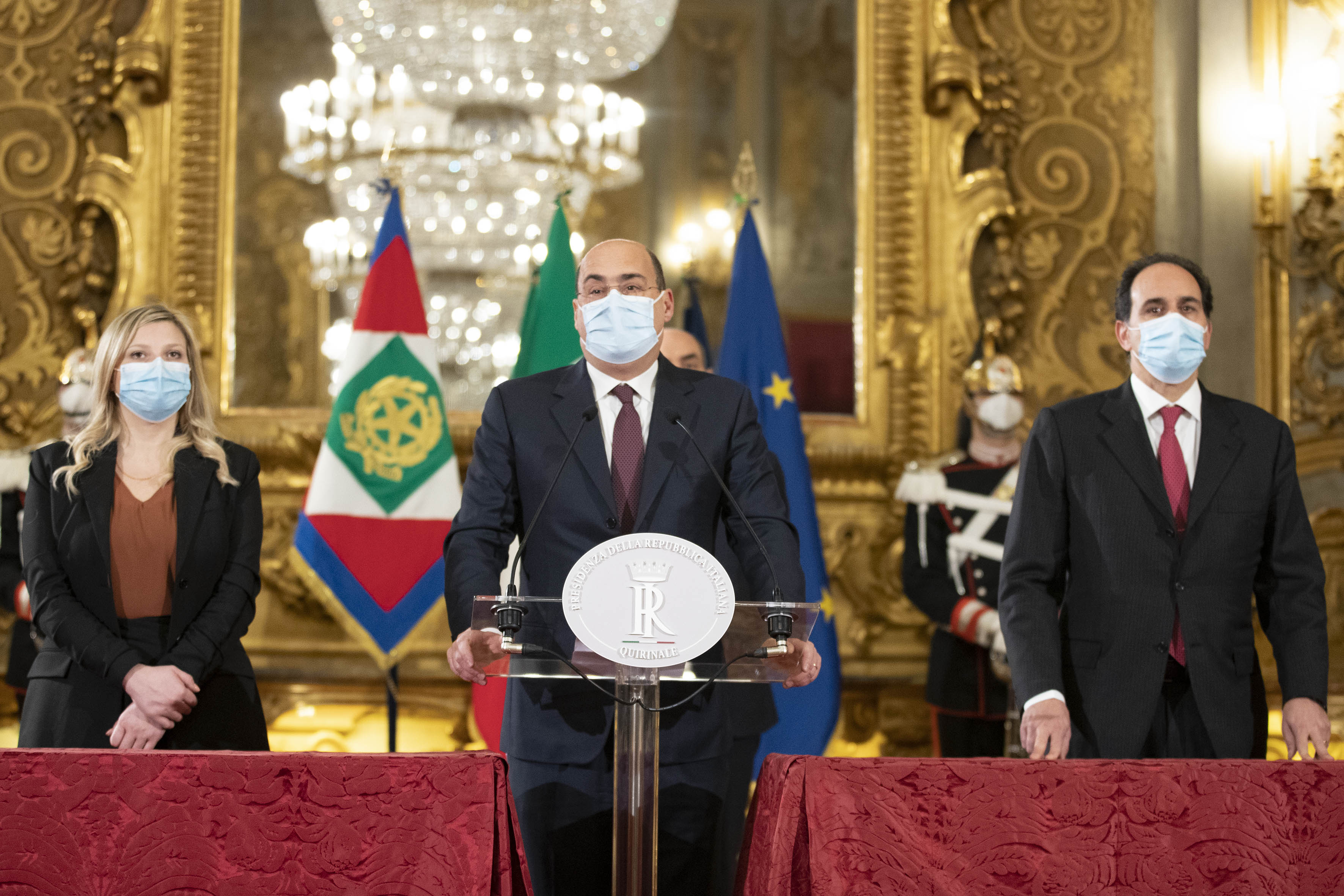
نيكولا زينغاريتي مع الوفد الديموقراطي في قصر كيرينالي لعقد مشاورات.

في 26 يناير من عام 2021، وبعد بضعة أيام من المفاوضات مع أعضاء مجلس الشيوخ المستقلين والوسطيين لاستعادة الأغلزة بية المطلقة في مجلس الشيوخ والتي لم تسفر عن أي نتجة حاسمة، استقال رئيس الوزراء، جوزيبي كونتي، من منصبه. في اليوم التالي، شُكل، في مجلس الشيوخ، تكتل برلماني جديد، يُعرف باسم مؤيدي الأوروبية، بهدف دعم كونتي. تألف التكتل الجديد من أعضاء في الحركة النقابية للإيطاليين في الخارج، مع عدد من أعضاء مجلس الشيوخ الوسطيين والليبراليين.
في 27 يناير، بدأت المشاورات مع الرئيس سيرجيو ماتاريلا في قصر كيرينالي لتشكيل حكومة جديدة، حيث التقى ماتاريلا مع رئيسي المجلسين، السيناتور إليزابيتا كاسيلاتي وروبرتو فيكو.
في 28 يناير، التقى الرئيس ماتاريلا وفود تكتلات من أجل الاستقلال الذاتي، والحرية والمساواة، ومؤيدي الأوروبية، حديثة الولادة، وأكدت هذه التكتلات خلال اللقاء، دعمها، مع بعض أعضاء المجموعة المختلطة، للرئيس كونتي. أعلن ماتيو رينزي، الذي استُقبل في فترة ما من بعد ظهر نفس اليوم مع وفد إيطاليا حية، عدم معارضته فكرة تشكيل حكومة جديدة بذات الأغلبية القديمة، إلا أنه عارض رئاسة كونتي لها. وفي ذات الوقت، شدد نيكولا زينغاريتي، زعيم الحزب الديموقراطي، على ضرورة بقاء كونتي رئيسًا للحكومة الجديدة.